# サクラクエスト
『サクラクエスト』（SAKURA QUEST）は、P.A.WORKS制作による日本のオリジナルテレビアニメ作品。2016年12月7日に制作が公表され、2017年4月より9月まで2クール（全25話）で放送された。
田舎町の観光大使に就任したヒロインたちを中心に、廃れた「ミニ独立国」を再興するために奮闘する物語である。『花咲くいろは』『SHIROBAKO』に続く、P.A.WORKSの「お仕事シリーズ」第3弾。

## 制作
監督を増井壮一、シリーズ構成を横谷昌宏、キャラクター原案をBUNBUN、キャラクターデザインを関口可奈味が担当する。
脚本は横谷昌宏と入江信吾の2人体制で書かれた。入江によれば、題材が題材だけに「実写も書けるライター」として声をかけられたという。作中のサンダルさんの絵はすべて監督の増井壮一が書いている。堀川憲司は、P.A.WORKSのお仕事シリーズについて『花咲くいろは』は新人アニメーターがぶつかる問題を温泉旅館で働く女の子に置き換えた記録、『SHIROBAKO』は大変だと言われる物作りの仕事でクリエイターが何に喜びを感じて続けているか、『サクラクエスト』は共同体が何を武器にどう戦うかを考えた作品、と述懐している。

## あらすじ
就職活動に苦戦していた木春由乃は、以前アルバイトで登録した派遣事務所からの依頼をよく知らずに引き受け、田舎町・間野山で1年間ミニ独立国の国王を務めることになる。間野山はかつて観光客で賑わっていたが、今では寂れていた。由乃は間野山で出会った四ノ宮しおり、元女優の緑川真希、商店会会長の孫の織部凛々子、WEBデザイナーの香月早苗たちと共に間野山を再び活気づける町興しを企画していく。
試行錯誤の末、由乃は町興しは間野山に住む人のためになるものでなければならないと思い至る。由乃は50年前に途絶えた「みずち祭り」を復活させようと提案。5人の努力に住民たちも賛同し、ついに祭りを成功させる。
間野山を放浪するアーティスト・サンダルさんは5人の勇者の物語を『SAKURA QUEST』として書き留める。国王の任期を終えた由乃は間野山を去り、新しい町へと降り立つ。他の4人もそれぞれの道を歩んでいく。

## 登場人物

### 主要人物
木春 由乃（こはる よしの）
声 - 七瀬彩夏
本作の主人公。20歳の短大生。4月26日生まれ。身長153cm。港町の安住ヶ浦出身。「特別な何かになりたい」と東京での就職を希望し、卒業を控えて就職活動中、登録していた派遣事務所からの依頼を受け、田舎の間野山にある「チュパカブラ王国」の二代目国王に就任する。自分自身が「警察署の一日署長」のような単発のバイトと勘違いしていたことと、なにより町から必要とされていたのが自分ではないことを知り、当初は国王を辞めて東京に帰ることばかりを考えていたが、しおりや真希たちと仕事をこなす内に間野山の内情を知って考えを改め、しおりたち4人と一緒ならと、国王として頑張ることを決意する。幼いころに王様のように扱われた記憶があったが、これは昔チュパカブラ王国を訪れた時のものと判明した。みずち祭後は国王の任期を終えるも、新たに別の町で町おこし事業を始める。
四ノ宮 しおり（しのみや しおり）
声 - 上田麗奈
観光協会の女性職員。6月29日生まれ。身長158cm。保守的な一面もあるが、基本は明るくおっとりした世話好きな性格で、生まれ育った間野山に愛着を持っている。国王に就任した由乃を支える。彼女の台詞に時折出る「だんないよ」という言葉は、富山弁で「大丈夫・問題ない」といった意味。実家は農業を営み、祖父母と両親、姉としおりの6人家族。凛々子や千登勢からは「しーちゃん」と呼ばれている。料理も得意。普段は裏方に徹し、自分から行動することは少ないが、観光協会のイベントで商店会の間でトラブルが起きた時は、国王代理として「大そうめん博」を企画、成功させる。その後由乃から、間を取り持っていい感じにする「とりもち大臣」に任命される。
緑川 真希（みどりかわ まき）
声 - 安済知佳
小劇団にいた元女優。8月8日生まれ。身長168cm。女優をあきらめ東京から、間野山へと帰ってきたが、実家に戻らずログハウスで寝起きしている。2時間ドラマ「おでん探偵気休め事件簿」に脇役で出演したことから、間野山では「おでん探偵」としてそこそこ有名。今までの職歴豊富なバイト経験から、裁縫やテントの組み立てなどを一通りこなすことができ、「ガテン大臣」として町興しに加わる。大学を辞めて芝居の道に進んだことから父親と不仲になっていたが、後に弟から誤解だったと教えられる。観光協会主催の母校の閉校式での演劇を経て劇団を設立した。
織部 凛々子（おりべ りりこ）
声 - 田中ちえ美
商店会会長である千登勢の孫で、しおりの幼馴染。9月12日生まれ。身長158cm。高校卒業後は引きこもり気味で、普段は主に自分の部屋でネットサーフィンをしている。オカルト情報に詳しいため「UMA大臣」として町興しに加わる。祖母を焚き付けて映画撮影に協力させるなど、頭が回る。母親は余所から織部家に嫁いだが、間野山に馴染めずに父親と町を出たものの、凛々子を産んで間もなく離婚。その後、父親が海外赴任したため、祖母の千登勢に預けられて育った。子供のころから孤立しがちで、人との関わりを苦手としていた。間野山にまつわる「龍の唄」を発見、人前で披露してからは、少し積極的になり、真希の劇団にも参加する。みずち祭で「龍の唄」をうたったことで決心を固め、千登勢の了承も得て世界を見て回るために間野山を出る決意をした。
香月 早苗（こうづき さなえ）
声 - 小松未可子
東京から Iターンで間野山へと移住したWEBデザイナー。5月27日生まれ。身長163cm。虫が嫌い。田舎暮らしに馴染めず、荒れた生活をしていた。そろそろ東京へ帰るつもりでいたが、由乃たちからのホームページ作成などの依頼に協力したことで考え直し、「IT大臣」として町興しに加わる。間野山彫刻に関わった際は、由乃に過労で入院したのをきっかけに間野山へ来たことを明かし、町興しから離れたが、由乃や辰男たちの行動に触発され復帰した。みずち祭後は商店街で地域コンサルティングの事務所を開設した。

### 間野山観光協会
門田 丑松（かどた うしまつ）
声 - 斧アツシ、江口拓也（高校生）
観光協会の会長。チュパカブラ王国の初代国王でもあった。町興しのために大ファンだったアイドル「椿由乃（つばきよしの）」を呼ぼうとするが、彼女は既に亡くなっていたため、苗字違いで派遣されてきた木春由乃を仕方なく受け入れ、国王の座を譲る。頑固な性格と思いつきで先走る性格のせいでよくトラブルの原因を作ったり、由乃に面倒事を持ちこんだりするが、間野山への思いは熱い。時には真面目な意見を述べることもある。50年前はドクや千登勢と組んでバンド活動を行っていた。後にわだかまりのあった千登勢とも和解し、みずち祭を経て間野山の文化を尊重するためにチュパカブラ王国の解散を決意した。
山田 孝（やまだ たかし）
声 - 下野紘
観光協会の職員。茶髪の男性。美濃と共に会長に振り回されている苦労人。
美濃（みの）
声 - 濱野大輝
観光協会の職員。眼鏡の男性。既婚者。
信楽（しがらき）
声 - 小林操
観光協会の事務局長。いつもしかめっ面でいる。

### 間野山商店会
織部 千登勢（おりべ ちとせ）
声 - 伊沢磨紀、日笠陽子（高校生）
商店会の会長で、凛々子の祖母。「おりべ菓子処」を営む。丑松とは犬猿の仲であり、顔を合わすだけでも喧嘩を始めるほど。間野山に対する思いは丑松と同じだが、地元の伝統を第一に考えているため、好き勝手に振る舞う丑松をよく思っていない。息子が余所から嫁いだ女性と離婚した経緯から、町の人間でない余所者には厳しい。凛々子については過保護気味で、由乃たちについても本気で嫌っているわけではないが、余所者で観光協会所属なことから気難しい態度を取る。自分と商店会の考えが古いことを自覚し、商店会解散を提案したが、みずち祭り実行委員会に加わってからは、由乃たちにも協力的になる。
アンジェリカ
声 - 森なな子
喫茶店「Angelica」を営む女性。店名は子供の「エリカ」と「杏志」の名を合わせたもの。本名は「鈴木 知子（すずき ともこ）」。占いが趣味で、店のメニューにも「占いセット」がある。時には由乃たちの相談にも乗る。どこか浮世離れした性格で、エリカの家出も早苗たちに教えられるまで気づかなかった。
鈴木 エリカ（すずき エリカ）
声 - 黒沢ともよ
アンジェリカの娘で杏志の姉。中学二年生。態度や口調はぶっきらぼうで、田舎の間野山を嫌う。真希の弟の浩介に対して、密かに思いを寄せている。母と喧嘩して家出し、東京に行こうとしたが、由乃達に説得されログハウスで数日過ごす。杏志の家出騒動のあと、家族と和解し帰宅した。
野毛（のげ）
声 - 上田燿司、青木瑠璃子（少年）
本屋の店長。子供時代に通っていた本屋の店主が店を閉める際に店と建物を譲り受けたが、経営はあまりうまくいってない。高見沢や金田一とは幼馴染で、小学生時代に3人でシャイニングドラゴンを公園に埋めたことがある。女優の澤野萌のファン。当初は間野山が変わることを望んでおらず、由乃達の町興しも冷めた目で見ていたが、徐々に感化され、廃校を利用したブックカフェの開設を発案する。
一志（かずし）
声 - 興津和幸
間野山彫刻に携わる彫刻師。北海道出身。自身の仕事に誇りを持っている一本気な芸術家肌。亡くなった師匠の作品を引き継ぎ、注文主の逝去により注文がキャンセルされた後も彫り続けていた。
辰男（たつお）
声 - 野瀬育二
一志と同じ彫刻師。大阪出身。職人は稼げなければ意味がないと考えており、由乃たちには協力的。みずち祭りの神輿の飾り彫りを製作した。
熊野 克己（くまの かつみ）
声 - 羽多野渉
フランス料理店「ビストロ・ルルス」のオーナーシェフ。しおりの姉のさゆりの同級生。高校生だったころに、家庭科の料理で作ったフレンチトーストをさゆりに褒められて、フランス料理の道を目指し、高校卒業後にフランスへ渡航して修行した後に帰国、元・蕎麦屋であった父の店を改装して開業した。その後さゆりとは旅行に行くなど関係は進展している模様。
三浦 進（みうら すすむ）
声 - やまむらいさと
時計店を営む老人。
布部 雅美（ぬのべ まさみ）
声 - 所河ひとみ
ブティックを営む女性。
岩下 孝蔵（いわした こうぞう）
声 - 松田健一郎
畳屋の店主。
八木沼 節子（やぎぬま せつこ）
声 - 上田ゆう子
薬局の店主。
秋山（あきやま）
声 - 佐々木省三
八百屋の元店主で、現在は店を畳んで郊外で暮らしている。由乃たちからの洋菓子店に空き店舗を貸す依頼を断る。過去に店舗を若者に貸した上、借入金の保証人にまでなったが、夜逃げされた経験がある。商店会の余所者に対する風当りが強くならないように、会長の千登勢以外には事情を伏せていた。

### 間野山青年会
高見沢（たかみざわ）
声 - 小西克幸
路線バスの運転手。既婚者。野毛や金田一とは幼馴染。若いころは王国で王子役をやっており、昔間野山に来た幼少期の由乃と一緒に写真も撮っている。アンジェリカの店の常連客で食事をしていることが多い。
金田一（きんだいち）
声 - 野川雅史、樺山ミナミ（少年）
間野山の交番に勤務している警官。野毛や高見沢とは幼馴染。独身であり、青年会のお見合いツアー「どんと恋 間野山」に率先して参加する。
緑川 浩介（みどりかわ こうすけ）
声 - 小林裕介
真希の弟。高校3年生。由乃の町興しに期待し、彼女を応援する。エリカからは好意を持たれている。姉とは普通に話せる仲であり、実家に帰ってくるよう勧める。その後隣町の音大の打楽器科に合格した。
渋川（しぶかわ）
声 - 下妻由幸
フードファイター志望の元寿司屋。お見合いツアー「どんと恋 間野山」の参加者。
柿村（かきむら）
声 - 徳本英一郎
米やカブラなどを作っている農家の男性。お見合いツアー「どんと恋 間野山」の参加者。
平 一平（たいら いっぺい）
声 - 杉崎亮
団体職員。お見合いツアー「どんと恋 間野山」の参加者。厄年だったが、自己紹介でサバを読む。

### 間野山の人々
サンダルさん
声 - ヴィナイ・マーシー
ウクレレやハーモニカなどの楽器を持ち歩いている、金髪の外国人。次回予告のナレーションも担当。本名は「アレクサンドル・シーナ・デイビス・チェリビダッケ」。由乃たちからは変人と思われていたが、その正体は世界を放浪するマルチアーティストで、絵画や音楽など芸術の分野においては有名。曾祖母は間野山出身の日本人女性・椎名トキ子。曽祖父のアルベルト・デイビスと共に桜池の建設に携わり、池の畔にある功労碑には2人の名前も刻まれている。ミドルネームは曽祖父と曾祖母の名字である。
ドク
声 - 山路和弘、上田燿司（高校生）
「毒島（ぶすじま）製作所」の主人。丑松の旧友で、千登勢とも旧知である。東京の大学に進学した経験があり、パワードスーツや変形する自販機など日々発明品を開発している。発明品は変わった物ばかりだが、実用性に優れている物が多い。「間野山大そうめん博」の際は、由乃の依頼で「流されそうめん5DX」の製作を行った。
四ノ宮 貴之（しのみや たかゆき）
声 - 楠見尚己
しおりの父親。農家を営む。しおりに将来は家を継がずともいいので、好きに生きるよう諭す。
四ノ宮 千賀子（しのみや ちかこ）
声 - 今井詩子
しおりの母親。
四ノ宮 さゆり（しのみや さゆり）
声 - 能登麻美子
しおりの姉。隣町の病院で看護師を務めている。担当は小児科。自室のカレンダーが1年前の物だということに気付かないなど、どこか抜けている面がある。同級生だった熊野に好意を抱いていた。互いの勘違いから当時は告白できずにいたが、再会後は一緒に旅行に行くなど関係が進展している。
四ノ宮 雁十郎（しのみや がんじゅうろう）
声 - 古川伴睦
しおりの祖父。妻と共に孫娘の嫁ぎ先を気にしている。
四ノ宮 チヨ（しのみや チヨ）
声 - 有川知江
しおりの祖母。
緑川 巌（みどりかわ いわお）
声 - 星野充昭
真希の父親。小学校の教頭をしている。役者の道を選んだ娘と衝突したが、実は心配していた。
緑川 澄子（みどりかわ すみこ）
声 - 進藤尚美
真希の母親。よく衝突する夫と娘の仲を取り持っている。
門田 絹（かどた きぬ）
声 - 槇原千夏
丑松の妻。
鈴木 杏志（すずき あんじ）
声 - 巽悠衣子
アンジェリカの息子でエリカの弟。エリカが家出した際には、何とか戻って来てもらおうと願いがかなうと言われるシャイニングドラゴンを探しに家を出て騒ぎになった。
石川 玲香（いしかわ れいか）、三好 琴美（みよし ことみ）、岡田 多英（おかだ たえ）
声 - 斎藤楓子（石川）、榎吉麻弥（三好）、平良綾野（岡田）
真希が高校時代に所属していた演劇部の先輩たち。「血まみれサンタ」の劇に協力する。

### 蕨矢集落
鈴原 廉之介（すずはら れんのすけ）
声 - 中博史
文化人類学の元大学教授で、著作もある老人。20年前に山奥にある蕨矢集落へと移住し、独り暮らしをしている。由乃たちを「タヌキ」と呼んで、思わせぶりな言動で翻弄する。集落におけるバス路線問題の解決後に倒れ、帰らぬ人となる。その後に、鈴原らしき人物が残した掲示板の書き込みから、家の蔵の中から三種の祭具の一つ「剣鉾」が発見された。彼は移住者が地元に根を下ろして生きることを身をもって示し、早苗に感銘を与えた。
雅爺（みやじい）
声 - チョー
蕨矢集落の独居老人。若い女性のお尻が好き。
シゲ爺（シゲじい）
声 - 堀越富三郎
蕨矢集落の独居老人。きゅうりを作っている。
ゴロ爺（ゴロじい）
声 - 佐々健太
蕨矢集落の独居老人。
ヒデ爺（ヒデじい）
声 - 小林操
蕨矢集落の独居老人。元大工で引退した今も毎日道具の手入れを欠かさない。みずち祭りの新しい神輿を製作した。
美智代（みちよ）
声 - 横田砂選
蕨矢集落の独居老人。趣味はラジオ体操。
キヨ
声 - 仲村かおり
蕨矢集落の独居老人。

### 映画関係者
澤野 萌（さわの もえ）
声 - 水瀬いのり
映画「ふたたびの森」の主演女優。真希の後輩にあたる。明るい性格で、駆け出しながら役作りのためセミのから揚げを食べるなど、挑戦的で努力を欠かさない。その甲斐もあり、現在は若手売れっ子女優となっている。
葉山 大雅（はやま たいが）
声 - 松風雅也
映画「ふたたびの森」の主演男優。映画内で澤野にプロポーズするが、直後にゾンビに襲われてゾンビ化してしまった。
園田（そのだ）
声 - 浦山迅
映画「ふたたびの森」の監督。よく気まぐれで台本を変えるため、周囲からは迷惑がられている。
藤原（ふじわら）
声 - 古川慎
映画「ふたたびの森」の助監督。序列はサード。

### 報道関係者
久米 朋治（くめ ともはる）
声 - 一条和矢
北陸きときとテレビ局のアナウンサー。国王に就任した由乃を取材する。ぬるキャラ選手権地方大会の司会も務めた。選手権の時の由乃の演説を聞いて密かに彼女に注目しており、後に雨宮を連れて再び間野山へとやって来る。由乃達の町興しに注目してはいるが、あくまで視聴率優先のため、建国祭の取材を行った際には独断で番組の編集を行った。その後みずち祭開催にあたり、龍の唄の芝居にテレビ局発のアイドルを出演させようと観光協会に企画を持ち込むも、丑松に一蹴される。
雨宮 幸也（あまみや ゆきや）
声 - 加藤将之
北陸きときとテレビ局の報道部ディレクター。人気番組「放熱山脈」の担当で、間野山出身。「正直〜」と言葉に出すのが口癖。間野山と由乃たちを題材に番組を製作しようと考え、町を盛り上げようと事務所と交渉し人気ロックバンド「Ptolemaios」を呼ぶ。建国祭の特番が久米の独断で編集されたことに責任を感じており、みずち祭にテレビ局のアイドルを出演させる企画が持ち上がった際には、久米が持ち込むよりも先に企画を由乃達にリークした。

### 由乃の家族
木春 惣一郎（こはる そういちろう）
声 - 西谷修一
由乃の父親。地元である安住ヶ浦の町と家族を愛している。みずち祭りの際は家族の皆で間野山を訪れた。
木春 八重（こはる やえ）
声 - 仲村かおり
由乃の母親。しっかりした性格で、由乃を心配し、地元での就職を勧めている。
木春 汀（こはる なぎさ）
声 - 洲崎綾
由乃の妹。高校一年生。姉との仲は良い。彼氏持ちで地元愛もあり、将来は地元で就職・結婚を考えている。

### その他
柊 聖美（ひいらぎ きよみ）、中津川 彩菜（なかつがわ あやな）、小山 泉（こやま いずみ）
声 - 桑谷夏子（柊）、安野希世乃（中津川）、櫻井浩美（小山）
間野山青年会のお見合いツアー「どんと恋 間野山」に参加した女性3人組。
菅 正樹（すが まさき）
声 - 最上嗣生
聖美の元彼。未練がある彼女を追いかけて間野山へやってくる。
Ptolemaios（プトレマイオス）
声 - 鳥海浩輔（Kinoshita）、手塚ヒロミチ（Tokichiro）、綿貫竜之介（Hideyoshi）
Kinoshita、Tokichiro、Hideyoshiの3人による人気ロックバンド。雨宮に呼ばれ、建国祭の目玉として間野山でライブを行った。マネージャーは北野寧々が務める。
工藤 将晴（くどう まさはる）
声 - 片山公輔
隣町の富蔵市にある株式会社「アゾレス」の代表取締役。間野山二中のOBで、3つの支店を構える人気洋菓子店「ベレン」を営んでおり、間野山商店街での4つ目の店舗開業を計画し、観光協会に話を持ちかける。
ナウマン市長
声 - エリック・ケルソー
サンダルさんの故郷の市長。たまたま観光で金沢の兼六園を訪れていたところ、姉妹都市の提携を思いついた丑松に連れられ、間野山にやってくる。ノリが良く、間野山では神輿を担いだり丑松と意気投合したりしていた。

## 用語

### 地名・施設
間野山（まのやま）
本作の舞台となる田舎町。かつては観光業で賑わっていた。今は住民の少子高齢化が進み、商店街もシャッター通りと化している。もっとも、観光協会の意向に反して、住民の多くは現状維持を希望し、あまり町の変化を願っていない。しかし、由乃たちの様々な活動やみずち祭りの復活を経て住民の意識も変わり始めている。
チュパカブラ王国
間野山のミニ独立国。8月27日が建国日。桜池の前に王宮がある。かつての名前は「カブラ王国」で、カブを全面に押し出し、「カブラ君」というマスコットもいたが、丑松の手で「チュパカブラ王国」へと改名された。現在は廃れてしまっている。最終話にて、王国の解散が丑松によって宣言された。
蕨矢集落（わらびやしゅうらく）
間野山においてかなり山奥の方に存在する集落。三種の祭具を探すため由乃たちが訪れた際には、バス路線廃止決定の問題が浮上していた。後に由乃たちの活躍で、住人にネット環境を整えさせ、デマンドバスを導入することで問題は解決した。
安住ヶ浦（あずみがうら）
由乃の故郷。漁業が産業の中心である港町。間野山同様、シャッター商店街と人口流出が問題となっている。船神輿を担ぐ「安住祭り」が毎年行われており、最近では有名になったためか、祭りを見に県外からやって来る人も多い。
間野山第二中学校
10年前に廃校になった中学校。再来年取り壊しが決定している。真希は最後の卒業生。存続か廃校で揉めたあげく正式な閉校式が行われず、校舎は閉鎖されていたが、10年遅れの閉校式が行われたあと、地域住民のために開放されることになった。物置からは、祭具の吊太鼓が発見されている。事故にあったサンタクロースが校内をさまようという「血まみれサンタ」の伝説があり、閉校式の真希の演劇のテーマになった。
桜池
チュパカブラ王国の目の間にある大きなため池。周囲には美しい桜並木が広がり、間野山の住民の憩いの場となっている。みずち祭りの際、この水上を神輿が渡るのが伝統となっており、池の水を全て抜いた時に50年前に会長が沈めた当時の神輿の残骸が発見されている。付近には龍の祠と共に、桜池の工事に関わった功労者の名前が刻まれた石碑が置かれている。モデルはP.A.WORKS本社に隣接する「桜ヶ池」。

### 間野山関係
間野山彫刻
国の伝統工芸にも指定されている由緒ある彫刻で、仏像や欄間が多い。現在、後継者不足に悩んでいる。町興しの一環として「桜池ファミリア計画」の題材に選ばれる。
そうめん
間野山では小麦が取れることから、そうめんが町の名産品であり、住民も好んで食する習慣がある。観光協会企画の「間野山大そうめん博」は多くの来場者で賑わった。
間野山踊り
間野山に古くから伝わる踊り。女子ならば全員が子供のころに習うといわれる。昔、間野山の池に恐ろしい龍の娘が住みついたが、賑やかなことが嫌いなため、音と踊りで賑やかせることで町に近づけさせないよう考案されたという伝承があり、実際に龍の石像が祭られている。知恵のある龍と仲良くなろうとするためだったという言い伝えもあったが、そちらは「龍の唄」と共に忘れられてしまった。
瑞池祭り（みずちまつり）
かつて間野山で行われていた祭事。神輿を乗せた筏で桜池を渡るという、水上で行われる祭りだったが、50年前に丑松がおこした騒動で神輿が池に沈み、その後は神輿も引き上げられることはなく、その年で祭りは終了となった。現在では祭りは過去のものとなり、必要となる三種の祭具「剣鉾」、「吊太鼓」、「黄金の龍」も全て行方不明になっている。後に、蕨矢集落の鈴原家の蔵で「剣鉾」が、間野山第二中学校の物置で「吊太鼓」が発見され、未発見の黄金の龍はシャイニングドラゴンで代用することとなり、観光協会の協力や住民たちの支援の下で、祭りの復活がなされた。

### その他の用語
ふたたびの森
俳優の澤野萌や葉山大雅が出演した低予算ホラー映画。間野山でロケが行われ、観光協会の面々が撮影に協力し、町民もゾンビ役などエキストラで出演した。
クリプティッド12（クリプティッドトゥウェルブ）
未確認生物を調査・研究する、自称・「選ばれし12人」の外国人の若者たち。スペイン語を話す。メンバーはリーダーのセルジーニョ、ルシア、コンステンサ、カルロスなど。チュパカブラの目撃例を知り間野山にやってくる。当初8人が来日し、間野山に一軒だけある民泊登録されていた空き家に泊まっていた。さらに4人が来日したため、由乃たちは旅館業法に触れないように無料で泊まれる空き家を紹介した。桜池の池干しを見届けたあと、町を離れた。
ザ・ガレージバンド
50年前、高校生だった丑松（ボーカル・ギター）、千登勢（ボーカル・ベース）、ドク（ドラム）の3人が組んでいたバンド。千登勢の発案で、ドクの大学進学にあわせて上京しようと計画。みずち祭りの夜、駅で待ち合わせるが、丑松は間野山から逃げることを拒否し、祭りで騒動を起こしたため、上京はかなわなかった。当時のあだ名は丑松が「ビフ（丑＝牛のビーフから）」、千登勢が「オリーブ（織部のもじりから）」、ドクが「ポイズン（毒島の毒から）」だった。
シャイニングドラゴン
小学生時代の高見沢・金田一・野毛が桜池の裏山で発見した黄金の龍。願い事を一つだけ叶えてくれる伝説の秘宝という噂があった。3人で願い事を決められる時まで公園に埋めると約束し、埋めた場所は暗号文にしていた。祭具の黄金の龍ではないかと思われたが、実は龍の形のおもちゃだった。その後、由乃の提案でみずち祭りの新しい神輿の屋根飾りになった。

## スタッフ
- 原作 - Alexandre S.D. Celibidache
- 監督 - 増井壮一
- シリーズ構成 - 横谷昌宏
- キャラクター原案 - BUNBUN
- キャラクターデザイン・総作画監督 - 関口可奈味
- プロップデザイン - 鍋田香代子
- 美術監督 - 佐藤歩
- 美術設定 - 宮岡真弓、塩澤良憲、小木斉之
- 色彩設計 - 中野尚美
- 撮影監督 - 横山翼
- 3D監督 - 小川耕平
- 編集 - 高橋歩
- 音響監督 - 飯田里樹
- 音楽プロデュース - (K)NoW_NAME
- 音楽 - (K)NoW_NAME:Makoto Miyazaki
- 音楽プロデューサー - 三上政高
- プロデューサー - 齋藤雅哉、小林宏之、相馬紹二
- ラインプロデューサー - 山本輝
- アニメーション制作 - P.A.WORKS
- 製作 - サクラクエスト製作委員会

## 主題歌
オープニングテーマ
「Morning Glory」（第1話 - 第13話）
作詞 - (K)NoW_NAME:eNu / 作曲・編曲 - (K)NoW_NAME:Makoto Miyazaki / 歌 - (K)NoW_NAME:NIKIIE
「Lupinus」（第14話 - 第24話）
作詞 - (K)NoW_NAME:Genki Mizuno / 作曲・編曲 - (K)NoW_NAME:R・O・N / 歌 - (K)NoW_NAME:Ayaka Tachibana

エンディングテーマ
「Freesia」（第1話 - 第13話、第25話）
作詞 - (K)NoW_NAME:Genki Mizuno / 作曲・編曲 - (K)NoW_NAME:R・O・N / 歌 - (K)NoW_NAME:Ayaka Tachibana
「Baby's Breath」（第14話 - 第24話）
作詞 - (K)NoW_NAME:eNu / 作曲・編曲 - (K)NoW_NAME:Shuhei Mutsuki / 歌 - (K)NoW_NAME:NIKIIE

挿入歌
「はじまりはいつもミステイク」（第3話）
作詞・作曲・編曲 - (K)NoW_NAME:Makoto Miyazaki / 歌 - 椿由乃[(K)NoW_NAME:eNu]
「thyme」（第7話）
作詞 - (K)NoW_NAME:AIJ / 作曲・編曲 - (K)NoW_NAME:Makoto Miyazaki / 歌 - (K)NoW_NAME:NIKIIE
「龍の唄」（第11話）
作詞・作曲・編曲 - (K)NoW_NAME:Makoto Miyazaki / 歌 - 織部凛々子（田中ちえ美）
「Alcedo Atthis」（第13話）
作詞・作曲・編曲 - (K)NoW_NAME:Makoto Miyazaki / 歌 - Ptolemaios[(K)NoW_NAME:Makoto Miyazaki]
「gravity」（第13話）
作詞・作曲・編曲 - (K)NoW_NAME:Makoto Miyazaki / 歌 - Ptolemaios[(K)NoW_NAME:Makoto Miyazaki]
「Ptolemaic system」（第13話）
作詞・作曲・編曲 - (K)NoW_NAME:Makoto Miyazaki / 歌 - Ptolemaios[(K)NoW_NAME:Makoto Miyazaki]
「薔薇が咲きやがった」（第16話）
作詞 - 横谷昌宏 / 作曲・編曲 - (K)NoW_NAME:Makoto Miyazaki / 歌 - 門田丑松（江口拓也）& 織部千登勢（日笠陽子）
「瑞池祭「龍の唄」演劇 -急-」（第25話）
作詞・作曲・編曲 - (K)NoW_NAME:Makoto Miyazaki / 歌 - 織部凛々子（田中ちえ美）

## 各話リスト
| 話数 | サブタイトル         | 脚本     | 絵コンテ   | 演出                       | 作画監督 |
| --- | -------------------- | -------- | ---------- | -------------------------- | --- |
| 第1話 | 魔の山へ             | 横谷昌宏 | 増井壮一   | 太田知章                   | 三浦菜奈 |
| 就職活動中の短大生・木春由乃は、町おこしの国王就任の仕事を依頼され、田舎の間野山へ向かう。だが、出迎えた観光協会の四ノ宮しおりから人違いで呼ばれたことを教えられる。観光協会会長で、チュパカブラ王国の初代国王・門田丑松は渋々彼女を受け入れ、王宮で戴冠式を行って由乃は二代目国王となる。その夜、由乃は仕事が1年契約だと知って驚愕し、東京に帰ろうとする。丑松と一悶着あった後、由乃は王宮で一夜を明かすが、そこで幼いころの自分の写真を見つける。翌朝、由乃の前に丑松が現れ、彼女に最初の仕事を与える。                            |                      |          |            |                            | |
| 第2話 | 集いし五人の勇者たち | 横谷昌宏 | 増井壮一   | 大西景介                   | 諏訪壮大 ハン・ミンギ |
| 由乃に与えられた仕事は、「チュパカブラ饅頭」を1000箱売るというものだった。賞味期限の1週間以内に売り切れば東京に帰ってもよいと聞いた由乃は、その仕事を引き受ける。由乃としおりは、ログハウス内で寝起きしていた元役者の緑川真希、間野山に住むWEBデザイナーの香月早苗を仲間にして、饅頭アピール用のホームページを作成。しおりの友人の織部凛々子も加わり、PV動画をネットに公開する。だが、結局売れたのは数箱のみで、賞味期限切れの日を迎える。由乃は花見に誘われ、桜が満開になるまで間野山に残ると決める。                               |                      |          |            |                            | |
| 第3話 | マンドレイクの叫び   | 横谷昌宏 | 平牧大輔   | 本間修                     | 市原圭子 |
| 地元テレビ局のインタビューを受けた由乃は、それを切っ掛けに間野山について何も知らないと自覚し、住民に話を聞きにいくが、皆が必ずしも変革を望んでいないことを知る。その後、丑松と「ぬるキャラ選手権地方大会」に出場するが、チュパカブラのマスクの紛失に気付く。慌てる現場へ過去の街のマスコット「カブラ君」の頭と、ゴミ処理場から発見されたマスクが到着。由乃はカブラ君の頭を付けた丑松と舞台へ登壇し、間野山の大事な物を1年かけて見つけたいと抱負を語る。その夜、花見を楽しむ由乃はしおりたち4人と一緒なら国王を続けると丑松へ伝える。 |                      |          |            |                            | |
| 第4話 | 孤高のアルケミスト   | 横谷昌宏 | 倉川英揚   | 橋本千絵                   | 日下部智津子 |
| 早苗がログハウスに引越しすることになり、その手伝い中に由乃は部屋の欄間の彫刻を見て感動する。由乃たちは伝統工芸にも指定されている間野山彫刻の店が立ち並ぶ木彫り村を訪れ、彫刻師の一志や辰男と知り合う。発明家のドクとも出会ったことで、由乃たちは現代技術と彫刻をコラボさせて間野山を盛り上げようと考え、仏像型自販機を試作するが、商店会会長の織部千登勢や一志に激怒され、計画は頓挫。後に早苗は自分が東京から間野山にやって来た経緯を由乃に話し、今回の件から手を引くと告げる。                                                     |                      |          |            |                            | |
| 第5話 | ユグドラシルの芽生え | 横谷昌宏 | 室井ふみえ | 太田知章                   | 横山沙弓 渥美智也 市原圭子 LEE SANG JIN 森島範子 杉光登                                                                                     |
| 由乃は間野山彫刻について一から勉強を始め、しおりたちも各自で動く。次に考え付いたのは彫刻で出来た巨大王宮を建てるというものだったが、予算がないと丑松に一蹴される。しかし由乃たちはスポンサーを探し、有名な芸術家のサンダルさんにイメージ図を描いてもらう。早苗は由乃たちから距離を置いていたが、辰男から木彫りのサンダルの試作品を見せられたことで発奮、町の玄関である間野山の駅舎の中を彫刻で飾ることを提案する。その手始めに一志が彫りあげた欄間を飾り、100年もの長い時間を掛けて間野山彫刻をアピールしていくことになった。        |                      |          |            |                            | |
| 第6話 | 田園のマスカレード   | 入江信吾 | 平牧大輔   | 平牧大輔                   | 福井麻記 市原佳子 佐藤このみ 冨永詠一 |
| 間野山で映画「ふたたびの森」の撮影が行われることになり、ロケハン部隊に由乃たち観光協会も同行するが、なぜか真希は協力を拒否する。監督の園田は気まぐれで台本を変え、撮影で空き家を燃やすと言い出す。しおりは空き家の持ち主に許可をもらったが、連絡が取れなかったと嘘を付く。撮影が始まり、脇役女優の降板を知った由乃は真希に代役を頼むが、拒絶される。真希は早苗に、主演女優の澤野萌が劇団の後輩であると語り、自分が役者を目指したのは無駄だったと強がるが、早苗は自らが好きで進んだ道を否定するのは格好悪いと指摘する。               |                      |          |            |                            | |
| 第7話 | 煉獄の館             | 入江信吾 | 倉川英揚   | 倉川英揚                   | 鍋田香代子 |
| 真希は代役を務める凛々子の演技指導や子供のエキストラ集めと撮影に積極的に協力し、弟から父が小学校時代の自分を撮っていたビデオを見せられ、芝居が好きだった気持ちを取り戻す。撮影終盤、園田は燃え盛る家に萌が飛び込むよう台本を変えるが、真希はその代役に名乗りを上げ、撮影を成功させる。また、由乃は思い出の空き家を燃やしたくないしおりの嘘を知ったが、映画のエンドロールに住人であった老女の名を入れる形で折り合いを付け、しおりは受け入れる。その後、映画関係者に間野山は無茶なロケにも応じる町という変な評判が広がった。           |                      |          |            |                            | |
| 第8話 | 妖精のレシピ         | 入江信吾 | 増井壮一   | 西道拓哉                   | 佐竹秀幸 |
| 由乃たちは「C級グルメプレミアム発表会」を企画し、試食会を繰り返すが良いメニューが思いつかない。しおりは姉の四ノ宮さゆりや家族と出かけたレストランで、姉の同級生であったシェフの熊野克己と知り合い、間野山の旬の食材を教えてもらう。しかし、発表会の日程が商店会の納涼会と被っていたことに千登勢が激昂。観光協会の面々は謝罪に赴くものの、丑松と千登勢の罵り合いが始まる。発表会を取りやめると言う由乃をしおりは制止し、「今回の件は自分が国王代理として取り仕切る」と宣言する。                                                      |                      |          |            |                            | |
| 第9話 | 淑女の天秤           | 入江信吾 | 許琮       | 太田知章                   | 諏訪壮大 |
| しおりは納涼会とそうめん料理コンテストを合わせた「第一回間野山大そうめん博」を企画、千登勢の了解を得る。熊野のレストランを訪れた由乃たちは、熊野がさゆりと留学前に待ち合わせたもののすれ違った思い出を聞く。そうめん博当日、会場は大盛況で観光協会もしおり考案のメニューを出品。由乃はドクが作成した体感ゲーム機「流されそうめん5DX」の実演を披露。熊野とさゆりはしおりのはからいで宮殿で顔を合わせ、すれ違いの理由を知る。イベント終了後、由乃は役職のないしおりを「とりもち大臣」に任命する。                                      |                      |          |            |                            | |
| 第10話 | ドラゴンの逆鱗       | 横谷昌宏 | 岩月甚     | 岩月甚                     | 市原佳子 渥美智也 福井麻記 Shin min seop Jung chul gyo                                                                                      |
| 内気な凛々子は千登勢のこともあり、由乃たち町興しグループと今ひとつ馴染めない。青年会が企画したお見合いツアー「どんと恋 間野山」に参加する女性が3人しか集まらず、金田一が観光協会に泣きついてくる。由乃たちはプランを練り直し、ツアー当日は3人の参加女性の案内役になる。夜のバーベキューで由乃たちは伝統の「間野山踊り」を披露。子供のころ、踊りを習うのをやめてしまった凛々子はそっと立ち去る。そこへ突然の雷雨が襲う。由乃たちは雨宿りのため祠に逃げ込むが、龍の石像を落として割ってしまう。                                        |                      |          |            |                            | |
| 第11話 | 忘却のレクイエム     | 横谷昌宏 | 今泉賢一   | 今泉賢一                   | 鍋田香代子 辻智子 安田祥子 佐藤浩一 市原佳子                                                                                                |
| 龍の石像はドクが修理する。千登勢は風邪を引いた凛々子をツアーから休ませる。自分を龍になぞらえた凛々子は図書館で間野山の龍の伝説を調べ、龍を鎮める歌を発見する。凛々子はツアー参加者に教えようとするが、金田一に追い返される。しかしサンダルさんが母親から聞いて歌を知っていると判明。ツアー最後の夜、蛍見物に来た一行の前で、由乃は龍伝説と間野山はよそものを排除する土地ではないと説明。凛々子に龍の唄を歌わせ、千登勢に見せる。お見合い成立はならなかったものの、凛々子は自分に自信をつける。                                       |                      |          |            |                            | |
| 第12話 | 夜明けのギルド       | 入江信吾 | 高橋正典   | 高橋正典                   | 市原佳子 福井麻記 阿部美佐緒 鍋田香代子 早乙女義之 佐藤このみ 菊池政芳 関真弓                                                               |
| 王国建国20周年祭の準備をする由乃たちは、地元テレビ局から「町興しガールズ」として密着取材を受ける。由乃はディレクターの雨宮幸也から普通と言われ落ち込む。しかし雨宮は、テレビ局の企画と予算で人気ロックバンド「Ptolemaios」を建国祭に呼んだと報告、由乃たちは来場者が増えると喜ぶ。由乃たちはクイズ大会やクーポン券の予算捻出のため、商店会、青年会、各団体を集め協力を呼びかける。千登勢は商店会の積立金を出すと決め、青年会も協力に同意する。前日の夜、前乗りしてきたファンのテントを見た由乃たちは祭の成功に期待する。             |                      |          |            |                            | |
| 第13話 | マリオネットの饗宴   | 入江信吾 | 三條ななみ | 政木伸一                   | 鍋田香代子 辻智子 阿部美佐緒 日下部智津子                                                                                                   |
| 建国祭当日。間野山は人であふれ、商店会が出した屋台は大賑わい。ステージのイベントも滞りなく進んでいたが、機材の故障で開始が遅れたPtolemaiosのライブとクイズ大会の時間が重なり、ステージ前から客が流れてしまう。夕方、祭を終え安堵する由乃たちに千登勢は釘をさすが、観光協会は祭の成功を喜び打ち上げを行う。後日放送された密着番組では、由乃たちが町おこしのためバンドを呼んだと編集されており、クイズ大会はカットされていた。さらに1000枚以上配ったクーポンがほとんど使われていないことも判明。由乃は荷物をまとめ、駅に向かう。       |                      |          |            |                            | |
| 第14話 | 国王の断罪           | 横谷昌宏 | 平牧大輔   | 平牧大輔                   | 諏訪壮大 高橋瑞紀 市原圭子 林智子 柴田ユウジ 鈴木理沙                                                                                       |
| 由乃は夏休みを取り故郷の安住ヶ浦に帰省。真希と早苗も上京して休養する。由乃は役所に勤める友人から、定住政策の難しさを聞く。早苗は起業した友人たちから仕事に誘われるが「やり遂げたい仕事がある」と断る。真希は萌から有名監督のワークショップを勧められるが、「考えておく」と流す。夜、祭りに出かけた由乃は、改めて故郷の良さに気付く。しおりと凛々子は空き家を民泊として活用するため、間野山の空き家を見に行くが、そこで揃いのTシャツを着た外国人の集団に遭遇する。                                                                    |                      |          |            |                            | |
| 第15話 | 国王の帰還           | 横谷昌宏 | 許琮       | 太田知章                   | 辻智子 鍋田香代子 市原圭子 鈴木理沙 福井麻記 安田祥子 柴田裕司 早乙女義行 佐藤このみ                                                        |
| 間野山に戻った由乃、真希、早苗は王宮に集まった外国人に驚く。彼らは「クリプティッド12」という団体でチュパカブラ伝説のある間野山を訪ねてきたのだった。王宮前の桜池では70年ぶりに池の水を抜く「池干し」が行われることになり、チュパカブラ発見に期待が高まる。しかし丑松は浮かない様子。間野山にさらに外国人仲間が来ることになり、由乃たちは宿泊させてくれる空き家を探す。夜、何故か桜池で溺れた丑松が病院に搬送される。その後、丑松は深夜に病院を抜け出し、ひとり桜池に向かう。                                                         |                      |          |            |                            | |
| 第16話 | 湖上のアルルカン     | 横谷昌宏 | 岩月甚     | 岩月甚                     | 阿部美佐緒 鍋田香代子 應地千晶 高橋瑞紀 Lee Min-bae 中山みゆき 市原圭子                                                                     |
| 由乃たちは、車の中で意識を失っている丑松を発見、病院に運ぶ。丑松は50年前、自分が沈めた「みずち祭り」の神輿を引き上げ処分しようとしたのだ。ドクの口から丑松と千登勢の過去が語られる。水が抜かれた池には屋台が出るほど観光客が集まる。由乃は中止になったみずち祭りについて調べ、祭りを復活させようと提案。観光協会の美濃は資金面などから難色を示し、信楽は三種の祭具が行方不明になっていると言うが、由乃は必ず祭具を見つけると宣言する。                                                                                               |                      |          |            |                            | |
| 第17話 | スフィンクスの戯れ   | 入江信吾 | 今泉賢一   | 鈴木拓磨                   | 菊池政芳 関真弓 金璐浩 Jumondou Seoul 辻智子 鍋田香代子                                                                                     |
| 祭具の聞き込み調査をする由乃たちは、蕨矢集落の鈴原廉之介を訪ねる。鈴原は冷ややかな態度だったが、祭具の一つはどこかの蔵にあると教える。早苗は、蕨矢の住民が役所から配られたタブレット端末を使いこなせていないことに気付き、タブレット講座を開く。蕨矢はネットを通して、町の人とも交流が広がっていく。早苗は蕨矢のネット番組の放送も開始。すると鈴原は自宅に住民を集め、ネット放送でバス路線廃止反対を求め、王国から離脱すると訴える。画面の端には彼らの人質となった由乃がいた。                                                       |                      |          |            |                            | |
| 第18話 | ミネルヴァの杯       | 入江信吾 | 倉川英揚   | 筑紫大介                   | 鍋田香代子 辻智子 阿部美佐緒 高橋瑞紀 市原圭子 岩崎亮 福井麻記 末田晃大                                                                     |
| 人質の由乃は反対運動に同調し、住民からも支援物資が届けられる。鈴原は住民自らが蕨矢の文化をデジタルアーカイブとして残すことが目的だったと早苗に語る。早苗は高見沢の協力を得て、独自にシステムを組み、ネットで予約するデマンドバスの運行を始める。顛末を見届けた鈴原は王国離脱を撤回。ネットの掲示板には祭具の情報が書き込まれる。その直後、鈴原が急死、葬儀が営まれる。その後、鈴原家の蔵の中から情報通りに祭具の一つ「剣鉾」が見つかった。                                                                                           |                      |          |            |                            | |
| 第19話 | 霧のフォークロア     | 入江信吾 | 本間修     | 本間修                     | 鍋田香代子 高橋瑞紀 Ryu Seung-chul 柴田ユウジ                                                                                               |
| 夜、由乃たちは廃校になった中学校に侵入、見回りの真希の父親の案内で祭具「吊太鼓」を発見する。瑞池祭り実行委員会も仮結成され、祭り復活に向けて準備が進む。真希は母親の誕生日に久しぶりに実家に戻るが、父親と口論になる。実家には萌が応募したオーディションの通知が届いていた。由乃は廃校の校舎での給食会を企画。真希の弟からオーディションの話を聞いた由乃と早苗は、役者をあきらめている真希を説得して彼女を上京させる。 |                      |          |            |                            | |
| 第20話 | 聖夜のフェニックス   | 入江信吾 | 坂田純一   | 橋本千絵                   | 日下部智津子 |
| 真希はオーディションに臨むが落選する。一方、給食会の方も人が集まらず失敗。帰ってきた真希から中学校の閉校式が行われていないと聞いた由乃は、卒業生を集めての閉校式を計画。出し物の演劇「血まみれサンタ」を真希が担当する。閉校式当日、多くの卒業生が集まり、真希の演劇も成功。最後の挨拶で由乃は間野山の文化の発信地として校舎の開放を呼びかける。真希は劇団を作ることを決め、「龍の唄」を瑞池祭りにあわせて上演することになった。 |                      |          |            |                            | |
| 第21話 | 氷の町のピクシー     | 横谷昌宏 | 高橋正典   | 高橋正典                   | 野口征恒 原田峰文 新岡浩美 飯塚葉子 松本弘 徳田拓也                                                                                         |
| しおりたちは、雪の夜に家出したエリカを保護する。ヒッチハイクで東京に行くと言い張るエリカを説得し、ログハウスで預かることになった。間野山を嫌い、出ていこうとするエリカの態度に、「町を出て行く」などと考えたこともなかったしおりは戸惑う。由乃と早苗は祭り実行委員会発足に向け、商店主たちを訪ね歩き、協力を求める。高見沢・金田一・野毛が小学生時代公園に埋めた「シャイニングドラゴン」が祭具「黄金の龍」と推測され、皆で掘り出すことになった。                                                                                     |                      |          |            |                            | |
| 第22話 | 新月のルミナリエ     | 横谷昌宏 | 平牧大輔   | 平牧大輔                   | 鍋田香代子 辻智子 阿部美佐緒 市原圭子 高橋瑞紀 Kim Yongsik 福井麻記 粟井重紀                                                                |
| 祭具は野毛たちが作った暗号が解けず、見つからない。そんな折、家出した姉を心配する杏志が行方不明になる。吹雪の中捜索が行われ、サンダルさんが保護する。帰宅したエリカは間野山への不満をぶちまけたあと、母と和解。野毛たちは子供たちが住みたいと思う町を作るため、廃校でブックカフェを計画する。しおりたちはシャッター商店街に蕨矢集落の吊灯篭を並べ、寂れた通りを明るくする。ようやく掘り出された黄金の龍はおもちゃであった。 |                      |          |            |                            | |
| 第23話 | 雪解けのクリスタル   | 入江信吾 | 橋本昌和   | 菅沼美実彦                 | 鍋田香代子 市原圭子 辻智子 岩崎亮 Lee min-bae 寿門堂                                                                                        |
| 観光協会に隣町の富蔵市の人気洋菓子店から祭の協賛と間野山への出店話が舞い込む。千登勢も商店街から空き家物件探しに協力、店舗と住宅を別に所有する秋山に声をかけるが断られる。悩む由乃たちは、商店会の緊急総会に呼ばれる。千登勢は商店会解散を提案、議論は紛糾。秋山はようやく過去のトラブルを打ち明け、別の店主が貸店舗に名乗りをあげる。祭の実行委員会に商店会も参加することになり、準備を進める由乃たちに、丑松は間野山市と富蔵市の合併が本格的に進んでいると告げる。                                                                 |                      |          |            |                            | |
| 第24話 | 悠久のオベリスク     | 横谷昌宏 | 今泉賢一   | 今泉賢一                   | 関口可奈味 秋山有希 鍋田香代子 辻智子 高橋瑞紀 阿部美佐緒 市原圭子 梅下真奈美 佐藤好 福井麻記                                               |
| 合併話に間野山の文化を残すため祭りを成功させると意気込む一同。地元TV局から真希の芝居にアイドルを出演させて生中継する話があり、由乃達は迷うが、丑松がきっぱり断る。ネット番組で祭りカウントダウンを始めると、続々と協賛金が寄せられ、町が祭りに向け一つになっていく。桜池ではサンダルの曽祖父母の名が彫られた石碑が発見される。みずち祭りの日、新しい神輿が間野山を練り歩く。丑松はサンダルの故郷と間野山の姉妹都市計画を思いつき、来日中の市長に会うべく一人金沢へ向かう。                                                           |                      |          |            |                            | |
| 第25話 | 桜の王国             | 横谷昌宏 | 増井壮一   | 太田知章 平牧大輔 高橋正典 | 鍋田香代子 辻智子 市原圭子 阿部美佐緒 福井麻記 高橋瑞紀 岩崎亮 小橋陽介 梅下麻奈未 秋山有希 川面恒介 Lee min-bae 柴田ユウジ 池津寿恵 佐藤好 |
| 丑松は金沢でナウマン市長と合流し車に乗せる。途中ガス欠で止まるも、高見沢がデマンドバスで駆けつけ二人を間野山へ送り届ける。祭りも演劇も大成功に終わった夜、由乃たち5人は桜を見ながらそれぞれの夢を語り合う。翌日の国王退任式で由乃はこの一年間の想いを皆の前で演説し、丑松はチュパカブラ王国を解散することを宣言。由乃たちは一本の桜を記念樹として桜池の側に植える。由乃は多くの人に見送られて間野山を去り、サンダルさんの綴る物語「SAKURA QUEST」も終わる。その後、由乃は事務所から紹介された別の町に降り立ち町興しを始める。        |                      |          |            |                            | |

## 放送局
| 放送期間                      | 放送時間                     | 放送局             | 対象地域   | 備考                                 |
| ----------------------------- | ---------------------------- | ------------------ | ---------- | ------------------------------------ |
| 2017年4月6日 - 9月21日        | 木曜 0:00 - 0:30（水曜深夜） | TOKYO MX           | 東京都     |                                      |
|                               |                              | AT-X               | 日本全域   | 製作参加 / CS放送 / リピート放送あり |
|                               | 木曜 2:44 - 3:14（水曜深夜） | 朝日放送           | 近畿広域圏 | 『水曜アニメ〈水もん〉』第2部        |
| 2017年4月7日 - 9月22日        | 金曜 0:00 - 0:30（木曜深夜） | BS11               | 日本全域   | 製作参加 / BS放送 / 『ANIME+』枠     |
| 2017年4月9日 - 9月24日        | 日曜 2:08 - 2:38（土曜深夜） | チューリップテレビ | 富山県     |                                      |
| 2017年8月10日 - 2018年1月25日 | 木曜 2:10 - 2:40（水曜深夜） | 青森朝日放送       | 青森県     |                                      |

| 配信期間                | 配信時間           | 配信サイト                                                     | 備考                    |
| ----------------------- | ------------------ | -------------------------------------------------------------- | ----------------------- |
| 2017年4月5日 - 9月21日  | 木曜 0:30 更新     | Amazonプライム・ビデオ                                         | 第1話のみ水曜 0:00 更新 |
| 2017年4月7日 - 9月22日  | 金曜 23:00 - 23:30 | ニコニコ生放送                                                 |                         |
|                         | 金曜 23:30 更新    | ニコニコチャンネル / フジテレビオンデマンド / 楽天ショウタイム |                         |
| 2017年4月8日 - 9月23日  | 土曜 10:00 更新    | DMM.com                                                        |                         |
|                         | 土曜 12:00 更新    | バンダイチャンネル / GYAO!ストア / U-NEXT / J:COMオンデマンド  |                         |
| 2017年4月11日 - 9月26日 | 水曜 12：00 更新   | Happy!動画                                                     |                         |

## BD / DVD
| 巻 | 発売日         | 収録話          | 規格品番   | 規格品番   |
| 巻 | 発売日         | 収録話          | BD初回版   | DVD初回版  |
| -- | -------------- | --------------- | ---------- | ---------- |
| 1  | 2017年7月19日  | 第1話 - 第3話   | TBR-27231D | TDV-27241D |
| 2  | 2017年8月9日   | 第4話 - 第7話   | TBR-27232D | TDV-27242D |
| 3  | 2017年9月13日  | 第8話 - 第11話  | TBR-27233D | TDV-27243D |
| 4  | 2017年10月18日 | 第12話 - 第14話 | TBR-27234D | TDV-27244D |
| 5  | 2017年11月15日 | 第15話 - 第18話 | TBR-27235D | TDV-27245D |
| 6  | 2017年12月13日 | 第19話 - 第22話 | TBR-27236D | TDV-27246D |
| 7  | 2018年1月17日  | 第23話 - 第25話 | TBR-27237D | TDV-27247D |

## Web番組
動画番組『間野山観光協会作戦報告会議』が、2017年2月15日から9月27日までニコニコ生放送にて配信された。全16回。出演は七瀬彩夏（木春由乃 役）、上田麗奈（四ノ宮しおり 役）、安済知佳（緑川真希 役）、田中ちえ美（織部凛々子 役）、小松未可子（香月早苗 役）。
キャラクターラジオ『チュパカブRADIO』が、2017年4月6日から9月27日までサクラクエスト制作委員会が作成したウェブサイト「間野山観光協会」にて平日に配信されていた。全122回。木曜は木春由乃（キャラクターボイス〈cv〉：七瀬彩夏）、金曜は香月早苗（cv：小松未可子）、月曜は緑川真希（cv：安済知佳）、火曜は四ノ宮しおり（cv：上田麗奈）、水曜は織部凛々子（cv：田中ちえ美）が担当。

## 漫画
古日向いろはの作画によるコミカライズがまんがタイムKRコミックス（芳文社）より刊行されている。単行本第1巻第1話の内容は、芳文社の漫画雑誌『まんがタイムきららフォワード』2017年6月号（2017年4月24日発売）に「特別掲載」と銘打って先行発表された。
また、まっくすめろんによるスピンオフ漫画『サクラクエスト外伝 織部凛々子の業務日報』が、描き下ろしでまんがタイムKRコミックス（芳文社）より2017年7月12日に刊行された。単行本第1巻第1話から第2話までの内容は、本編コミカライズ版と同様『まんがタイムきららフォワード』2017年7月号（2017年5月24日発売）に「特別掲載」として先行発表された。
- 古日向いろは（漫画）・Alexandre S.D. Celibidache（原作） 『サクラクエスト』 芳文社〈まんがタイムKRコミックスフォワードシリーズ〉、全5巻[18]
  1. 2017年5月12日発売、ISBN 978-4-8322-4834-2
  2. 2017年6月12日発売、ISBN 978-4-8322-4845-8
  3. 2017年9月12日発売、ISBN 978-4-8322-4871-7
  4. 2018年3月12日発売、ISBN 978-4-8322-4928-8
  5. 2018年10月11日発売、ISBN 978-4-8322-4984-4
- まっくすめろん（漫画）・Alexandre S.D. Celibidache（原作）『サクラクエスト外伝 織部凛々子の業務日報』、芳文社〈まんがタイムKRコミックスフォワードシリーズ〉、全2巻[18]
  1. 2017年7月12日発売、ISBN 978-4-8322-4853-3
  2. 2018年2月9日発売、ISBN 978-4-8322-4919-6
- Alexandre S.D. Celibidache（原作）『サクラクエストアンソロジーコミック』、芳文社〈まんがタイムKRコミックスフォワードシリーズ〉、2017年8月10日発売[18]、ISBN 978-4-8322-4864-9

## 小説
P.A.BOOKS（P.A.WORKS）から電子書籍として全6編が2019年9月7日に一斉配信。表紙イラストは全て古日向いろはが担当。
- サクラクエスト エピソードゼロ 東京の星（著：横谷昌宏）
- サクラクエスト エピソードゼロ 火ノ川温泉殺人事件（著：入江信吾）
- サクラクエスト エピソードゼロ 森の木Ｂは白雪姫の夢を見るか？（著：横谷昌宏）
- サクラクエスト エピソードゼロ 早春の闖入者（著：入江信吾）
- サクラクエスト エピソードゼロ 限界集落プロブレマティカ（著：入江信吾）
- サクラクエスト エピソードゼロ 薔薇が咲きやがった（著：横谷昌宏）

## タイアップ
2017年8月29日、本作の舞台である間野山市のモデルとされる富山県南砺市は、架空の都市である間野山市と姉妹都市提携することを発表した。10月9日に行われた調印式には、東宝のプロデューサー・斎藤雅也と木春由乃役の七瀬彩夏が登壇した。P.A.WORKSの菊池宣広は、南砺市と連携した新プロジェクト「桜ケ池クエスト」を発表した。詳細は『サクラクエスト』公式サイトなどで随時公開される。